# Metagrion lamprostomum
Metagrion lamprostomum – gatunek ważki z rodziny Argiolestidae.
Owad ten jest endemitem Nowej Gwinei; stwierdzony tylko w indonezyjskiej części wyspy.